# Поклик предків. Великий Туран
«Поклик предків. Великий Туран» — перша частина історичної кінодилогії «Поклик предків» спільного виробництва Узбекистану й Алжиру.

## Сюжет
Фільм розповідає про події VI століття, що відбувались на межі трьох великих держав того часу — Тюркського каганату, Візантійської імперії й перської Держави Сасанідів. Фільм веде розповідь від особи купця Земарха з Согду — землі, що волею долі опинилась на перетині інтересів трьох великих держав.

## У ролях
- Бекзод Мухаммадкаримов — Бектузун / Турксанф (близнюки, сини Істемі-кагана)
- Фатима Режаметова — Енесай
- Шухрат Іргашев — Земарх[3] (оповідач, согдійський купець VI століття)
- Махмуд Есамбаєв — Більге-Оол
- Мухаммад-Алі Махмадов — Хосров
- Карима Ях'яві — Шахр-Бану
- Ігор Дмитрієв — Валентин